# .icu
.icu — це загальний домен верхнього рівня, реєстрація в якому почалась у серпні 2018 року.

## Опис
Назва домену ICU читається як «I SEE YOU» («я бачу тебе» з англійської).